# Sigrun Hoel
Sigrun Hoel, född 10 oktober 1951 i Bergen, är en norsk jurist och före detta ordförande i Norsk Kvinnesaksforening (1984–1988) och före detta jämställdhetsombudsman i Norge. Hon var anställd vid Jämställdhetsombudsmannen sedan myndigheten grundades 1979 och var biträdande jämställdhetsombudsman under Eva Kolstads ombudsperiod, och fungerande jämställdhetsombudsman åren 1984, 1988 och 1991. Hon var medlem i kommittén för mänskliga rättigheter, utsedd av den norska regeringen.
Hon gick med i Norsk Kvinnesaksforening (NKF) som 25-årig juriststudent 1976. Hon var ledare för Oslo Kvinnesaksforening i fyra år innan hon 1982 efterträdde regeringens specialrådgivare för narkotikafrågor, sedermera departementschef Anne Kari Lande Hasle som NKF:s 1 vice ordförande på nationell nivå. 1984 efterträdde hon advokat, sedermera justitierådet Karin Maria Bruzelius som NKF:s ordförande. Hon var den norska ledamoten i planeringskommittén för Nordisk forum 1988. Hoel är lektor i juridik vid Högskolan i Oslo.